# 崔祖瑛
崔祖瑛（1944年10月—），男，汉族，安徽芜湖人，中共党员，中华人民共和国政治人物。

## 生平
1964年毕业于皖南大学（现安徽师范大学）化学系，毕业后在基层工作多年。1980年起，历任安徽省政府办公厅秘书、副处长，安徽省经济文化研究中心研究员，六安市委常委、副市长，安徽省政府四办副主任，安徽省政府驻京办事处主任兼省政府办公厅副主任等职。后调入中国人民解放军总后勤部，退伍后投身公益事业，进入陶行知教育基金会，现任陶行知教育基金会名誉会长、党组书记。:241